# 1154 w polityce

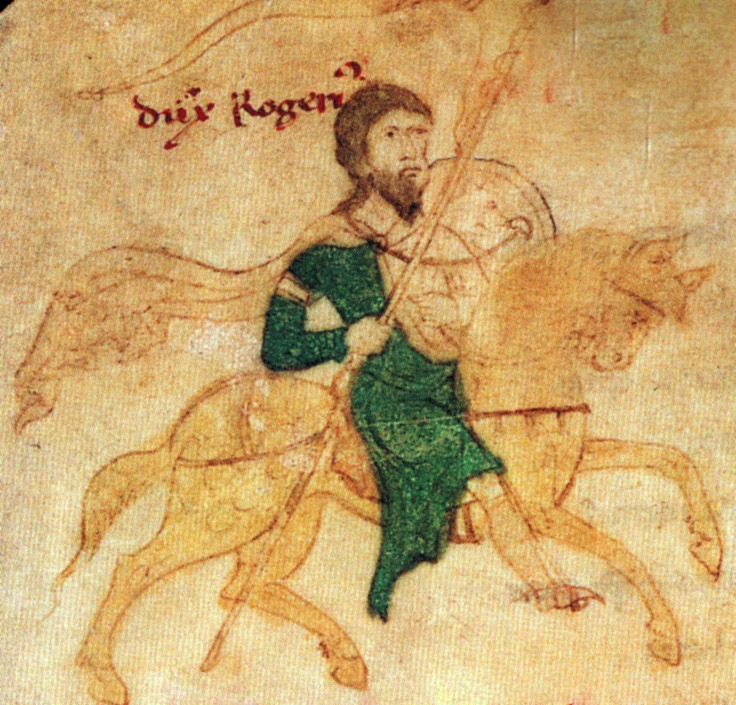
Roger II

Wydarzenia polityczne w 1154 roku.

## Wydarzenia
- Henryk Sandomierski udał się do Jerozolimy[1][2].
- Henryk II Plantagenet został królem Anglii (do 1189)[1][3][4].
- Wyprawa Fryderyka Rudobrodego do Włoch[3].
- Mikołaj Breakspear jako jedyny Anglik został papieżem (Hadrian IV)[4].

## Zmarli
- 26 lutego Roger II, hrabia Sycylii[5].
- Stefan z Blois, król Anglii[4].